# 細條石頜鯛
細條石頜鯛為輻鰭魚綱鱸形目鱸亞目鯛科的其中一種，分布於東大西洋區，包括地中海、黑海、亞速海、法國比斯開灣至南非海域，棲息深度可達150公尺，體長可達55公分，棲息在沙泥底質海域，成群活動，屬肉食性，以甲殼類、貝類、蠕蟲等為食，可做為食用魚及遊釣魚。